# Montbrun-Bocage
Pour les articles homonymes, voir Montbrun et Bocage (homonymie).
Montbrun-Bocage est une commune française située dans le centre du département de la Haute-Garonne en région Occitanie.
Sur le plan historique et culturel, la commune est dans le Volvestre, constitué des vallées de l'Arize et du Volp, proche de la vallée de la Garonne, situé au sud de Toulouse et en partie nord du Couserans. Exposée à un climat océanique altéré, elle est drainée par le ruisseau de l'Argain, le ruisseau de Montbrun, le ruisseau de Montfa, le ruisseau de Paris et par divers autres petits cours d'eau. La commune possède un patrimoine naturel remarquable composé de deux zones naturelles d'intérêt écologique, faunistique et floristique.
Montbrun-Bocage est une commune rurale qui compte 581 habitants en 2022, après avoir connu un pic de population de 1 630 habitants en 1831. Ses habitants sont appelés les Montbrunais ou  Montbrunaises.
Le patrimoine architectural de la commune comprend deux  immeubles protégés au titre des monuments historiques : les maisons des Moines, inscrites en 1950, et l'église Saint-Jean, classée en 1980.

## Géographie

### Localisation
La commune de Montbrun-Bocage se trouve dans le département de la Haute-Garonne, en région Occitanie.
Elle se situe à 55 km à vol d'oiseau de Toulouse, préfecture du département, à 37 km de Muret, sous-préfecture, et à 30 km d'Auterive, bureau centralisateur du canton d'Auterive dont dépend la commune depuis 2015 pour les élections départementales.
La commune fait en outre partie du bassin de vie de Cazères.
Les communes les plus proches sont : 
Montfa (3,5 km), Daumazan-sur-Arize (3,7 km), La Bastide-de-Besplas (4,3 km), Fornex (4,6 km), Camarade (5,0 km), Castex (5,6 km), Campagne-sur-Arize (5,8 km), Lahitère (6,1 km).
Sur le plan historique et culturel, Montbrun-Bocage fait partie du Volvestre, constitué des vallées de l'Arize et du Volp, proche de la vallée de la Garonne, situé au sud de Toulouse et en partie nord du Couserans.
Montbrun-Bocage est limitrophe de dix autres communes dont neuf dans le département de l'Ariège.
Les communes limitrophes sont La Bastide-de-Besplas, Camarade, Campagne-sur-Arize, Daumazan-sur-Arize, Fornex, Mauvezin-de-Sainte-Croix, Mérigon, Montfa, Sainte-Croix-Volvestre et Montesquieu-Volvestre.
| Montesquieu-Volvestre                               | Fornex (Ariège)   | La Bastide-de-Besplas (Ariège), Daumazan-sur-Arize (Ariège) |
| Sainte-Croix-Volvestre (Ariège)                     | Montbrun-Bocage   | Campagne-sur-Arize (Ariège)                                 |
| Mérigon (Ariège), Mauvezin-de-Sainte-Croix (Ariège) | Camarade (Ariège) | Montfa (Ariège)                                             |

### Géologie et relief
La superficie de la commune est de 3 061 hectares ; son altitude varie de 259  à   523 mètres.

### Hydrographie

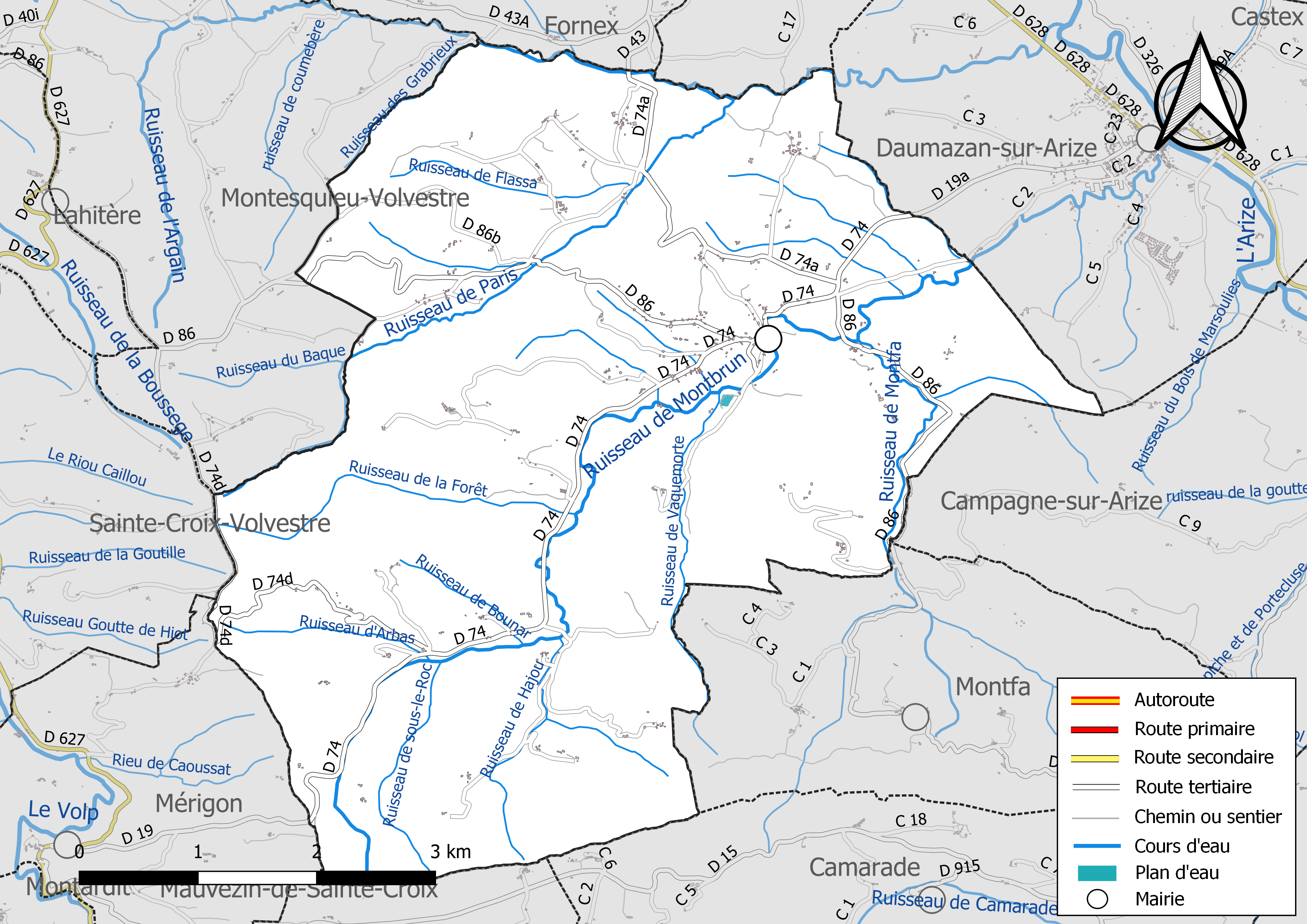
Réseaux hydrographique et routier de Montbrun-Bocage.

La commune est dans le bassin de la Garonne, au sein du bassin hydrographique Adour-Garonne. Elle est drainée par le ruisseau de l'Argain, le ruisseau de Montbrun, le ruisseau de Montfa, le ruisseau de Paris, la Saouze, le ruisseau d'Arbas, le ruisseau de Bounar, le ruisseau de Flassa, le ruisseau de Gaubert, le ruisseau de Hajou, le ruisseau de la Forêt, le ruisseau des Grabrieux, le ruisseau de sous-le-Roc, le ruisseau de Vaquemorte, et par divers petits cours d'eau, constituant un réseau hydrographique de 48 km de longueur totale,.

### Climat
Pour des articles plus généraux, voir Climat de l'Occitanie et Climat de la Haute-Garonne.
En 2010, le climat de la commune est de type climat océanique altéré, selon une étude s'appuyant sur une série de données couvrant la période 1971-2000. En 2020, Météo-France publie une typologie des climats de la France métropolitaine dans laquelle la commune est exposée à un climat de montagne ou de marges de montagne et est dans la région climatique Pyrénées centrales, caractérisée par une pluviométrie annuelle de 1 000 à 1 200 mm.
Pour la période 1971-2000, la température annuelle moyenne est de 12,5 °C, avec une amplitude thermique annuelle de 15,3 °C. Le cumul annuel moyen de précipitations est de 784 mm, avec 9,7 jours de précipitations en janvier et 6 jours en juillet. Pour la période 1991-2020, la température moyenne annuelle observée sur la station météorologique la plus proche, située sur la commune de Palaminy à 18 km à vol d'oiseau, est de 13,2 °C et le cumul annuel moyen de précipitations est de 715,2 mm,. Pour l'avenir, les paramètres climatiques de la commune estimés pour 2050 selon différents scénarios d'émission de gaz à effet de serre sont consultables sur un site dédié publié par Météo-France en novembre 2022.

### Milieux naturels et biodiversité

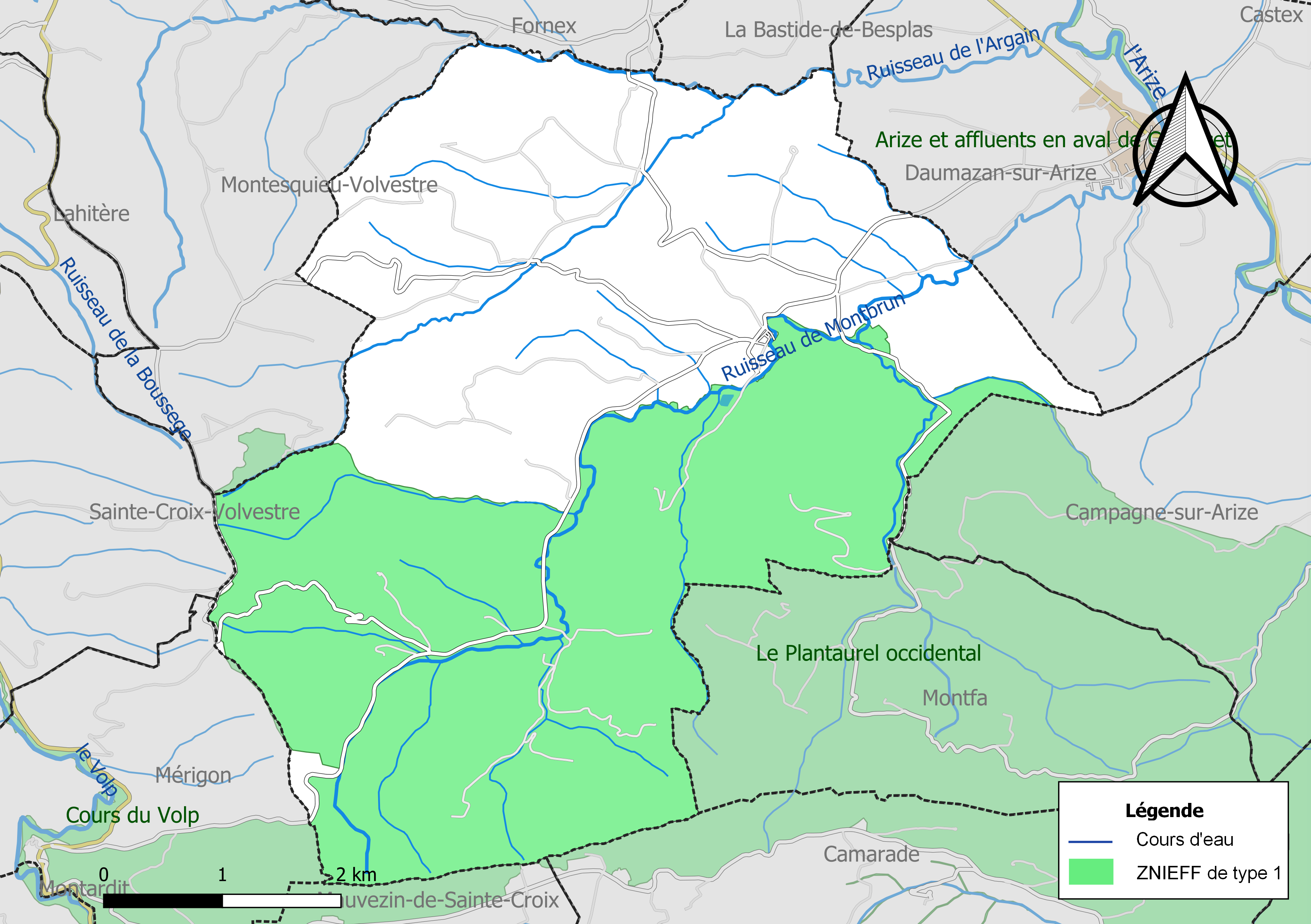
Carte de la ZNIEFF de type 1 localisée sur la commune.

L’inventaire des zones naturelles d'intérêt écologique, faunistique et floristique (ZNIEFF) a pour objectif de réaliser une couverture des zones les plus intéressantes sur le plan écologique, essentiellement dans la perspective d’améliorer la connaissance du patrimoine naturel national et de fournir aux différents décideurs un outil d’aide à la prise en compte de l’environnement dans l’aménagement du territoire.
Une ZNIEFF de type 1 est recensée sur la commune :
« le Plantaurel occidental » (5 042 ha), couvrant 10 communes dont huit dans l'Ariège et deux dans la Haute-Garonne et une ZNIEFF de type 2, : 
« le Plantaurel » (42 116 ha), couvrant 72 communes dont 68 dans l'Ariège, deux dans l'Aude et deux dans la Haute-Garonne.

## Urbanisme

### Typologie
Au 1er janvier 2024, Montbrun-Bocage est catégorisée commune rurale à habitat très dispersé, selon la nouvelle grille communale de densité à sept niveaux définie par l'Insee en 2022.
Elle est située hors unité urbaine et hors attraction des villes,.

### Occupation des sols
L'occupation des sols de la commune, telle qu'elle ressort de la base de données européenne d’occupation biophysique des sols Corine Land Cover (CLC), est marquée par l'importance des territoires agricoles (50,6 % en 2018), une proportion identique à celle de 1990 (50,6 %). La répartition détaillée en 2018 est la suivante : 
forêts (49,4 %), prairies (33,6 %), zones agricoles hétérogènes (15,6 %), terres arables (1,4 %). L'évolution de l’occupation des sols de la commune et de ses infrastructures peut être observée sur les différentes représentations cartographiques du territoire : la carte de Cassini (XVIIIe siècle), la carte d'état-major (1820-1866) et les cartes ou photos aériennes de l'IGN pour la période actuelle (1950 à aujourd'hui).

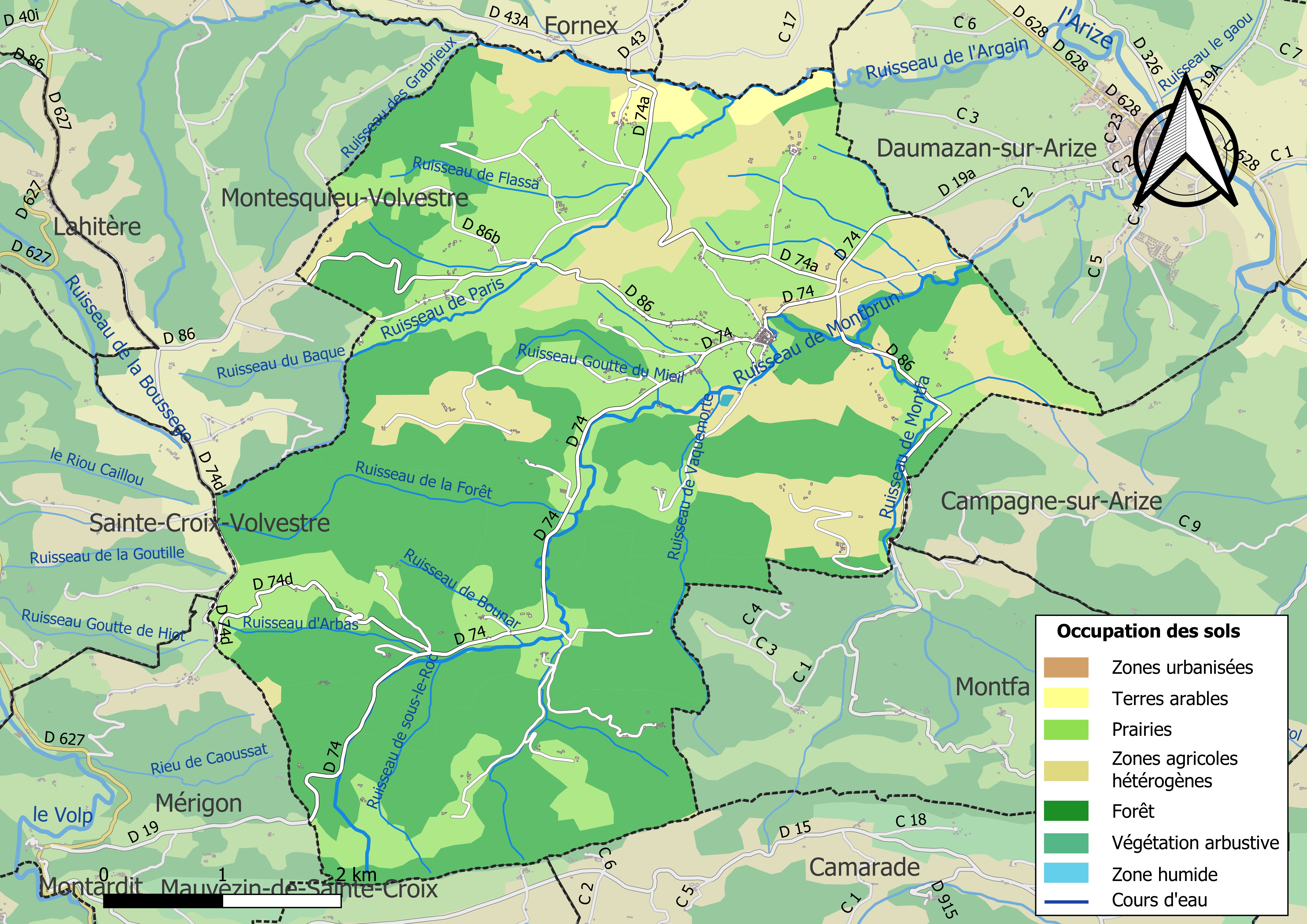
Carte des infrastructures et de l'occupation des sols de la commune en 2018 (CLC).

### Voies de communication et transports
Accès avec les routes départementales D 74 et D 86 et les lignes régulières de transport interurbain réseau Arc-en-ciel (anciennement SEMVAT). La gare la plus proche est la gare de Carbonne sur la ligne Toulouse - Bayonne.

### Risques majeurs
Le territoire de la commune de Montbrun-Bocage est vulnérable à différents aléas naturels : météorologiques (tempête, orage, neige, grand froid, canicule ou sécheresse), inondations, feux de forêts et séisme (sismicité faible). Un site publié par le BRGM permet d'évaluer simplement et rapidement les risques d'un bien localisé soit par son adresse soit par le numéro de sa parcelle.
Certaines parties du territoire communal sont susceptibles d’être affectées par le risque d’inondation par débordement de cours d'eau, notamment le ruisseau de l'Argain. La commune a été reconnue en état de catastrophe naturelle au titre des dommages causés par les inondations et coulées de boue survenues en 1982, 1999, 2000, 2008, 2009 et 2018,.
Un plan départemental de protection des forêts contre les incendies a été approuvé par arrêté préfectoral du 25 septembre 2006. Montbrun-Bocage est exposée au risque de feu de forêt du fait de la présence sur son territoire du massif des Coteaux du Volvestre. Il est ainsi défendu aux propriétaires de la commune et à leurs ayants droit de porter ou d’allumer du feu dans l'intérieur et à une distance de 200 mètres des bois, forêts, plantations, reboisements ainsi que des landes. L’écobuage est également interdit, ainsi que les feux de type méchouis et barbecues, à l’exception de ceux prévus dans des installations fixes (non situées sous couvert d'arbres) constituant une dépendance d'habitation,

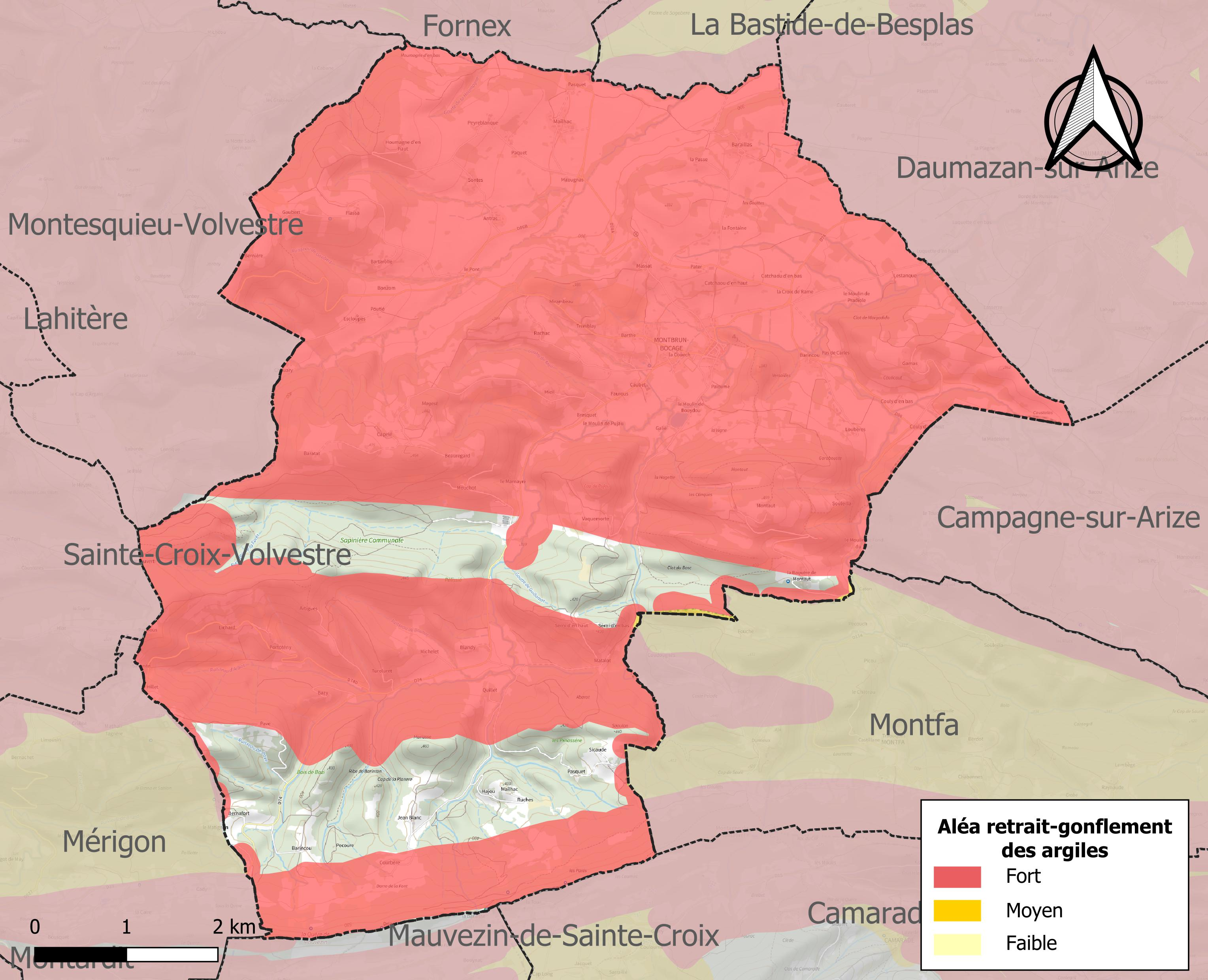
Carte des zones d'aléa retrait-gonflement des sols argileux de Montbrun-Bocage.

Le retrait-gonflement des sols argileux est susceptible d'engendrer des dommages importants aux bâtiments en cas d’alternance de périodes de sécheresse et de pluie. 84,3 % de la superficie communale est en aléa moyen ou fort (88,8 % au niveau départemental et 48,5 % au niveau national). Sur les 325 bâtiments dénombrés sur la commune en 2019, 310 sont en aléa moyen ou fort, soit 95 %, à comparer aux 98 % au niveau départemental et 54 % au niveau national. Une cartographie de l'exposition du territoire national au retrait gonflement des sols argileux est disponible sur le site du BRGM,.
Par ailleurs, afin de mieux appréhender le risque d’affaissement de terrain, l'inventaire national des cavités souterraines permet de localiser celles situées sur la commune.
Concernant les mouvements de terrains, la commune a été reconnue en état de catastrophe naturelle au titre des dommages causés par la sécheresse en 2003 et par des mouvements de terrain en 1999.

## Toponymie
Le nom occitan de la commune est Montbrun deth Boscatge. La commune linguistiquement gasconne est à la limite du domaine languedocien.

## Histoire
À partir du moyen Âge jusqu'à sa disparition en 1790 pendant la Révolution française, Montbrun faisait partie du diocèse de Rieux

## Politique et administration

### Administration municipale
Le nombre d'habitants au recensement de 2011 étant compris entre 100 et 499, le nombre de membres du conseil municipal pour l'élection de 2014 est de onze,.

### Rattachements administratifs et électoraux
Commune faisant partie de la septième circonscription de la Haute-Garonne de la communauté de communes du Volvestre et du canton d'Auterive (avant le redécoupage départemental de 2014, Montbrun-Bocage faisait partie de l'ex-canton de Montesquieu-Volvestre).

### Liste des maires
| Période                                  | Période  | Identité             | Étiquette | Qualité     |
| ---------------------------------------- | -------- | -------------------- | --------- | ----------- |
| mars 2001                                | 2008     | Louis Bonel          |           |             |
| mars 2008                                | En cours | Christian Seneclauze |           | Agriculteur |
| Les données manquantes sont à compléter. |          |                      |           |             |

## Équipements et services publics

### Eau et déchets
La collecte et le traitement des déchets des ménages et des déchets assimilés ainsi que la protection et la mise en valeur de l'environnement se font dans le cadre de la communauté de communes du Volvestre.

### Enseignement
L'éducation est assurée sur la commune par un groupe scolaire : école maternelle et école élémentaire avec un centre de loisirs.
Montbrun-Bocage fait partie de l'académie de Toulouse.
Histoire de l'ancienne école.

## Population et société

### Démographie
L'évolution du nombre d'habitants est connue à travers les recensements de la population effectués dans la commune depuis 1793. Pour les communes de moins de 10 000 habitants, une enquête de recensement portant sur toute la population est réalisée tous les cinq ans, les populations de référence des années intermédiaires étant quant à elles estimées par interpolation ou extrapolation. Pour la commune, le premier recensement exhaustif entrant dans le cadre du nouveau dispositif a été réalisé en 2006.

En 2022, la commune comptait 581 habitants, en évolution de +21,8 % par rapport à 2016 (Haute-Garonne : +8,02 %, France hors Mayotte : +2,11 %).
| 1793  | 1800  | 1806  | 1821  | 1831  | 1836  | 1841  | 1846  | 1851  |
| ----- | ----- | ----- | ----- | ----- | ----- | ----- | ----- | ----- |
| 1 297 | 1 348 | 1 437 | 1 475 | 1 630 | 1 572 | 1 581 | 1 594 | 1 610 |

| 1856  | 1861  | 1866  | 1872  | 1876  | 1881  | 1886  | 1891  | 1896  |
| ----- | ----- | ----- | ----- | ----- | ----- | ----- | ----- | ----- |
| 1 516 | 1 521 | 1 511 | 1 458 | 1 480 | 1 350 | 1 261 | 1 228 | 1 189 |

| 1901  | 1906  | 1911  | 1921 | 1926 | 1931 | 1936 | 1946 | 1954 |
| ----- | ----- | ----- | ---- | ---- | ---- | ---- | ---- | ---- |
| 1 112 | 1 084 | 1 043 | 906  | 826  | 772  | 727  | 684  | 625  |

| 1962 | 1968 | 1975 | 1982 | 1990 | 1999 | 2006 | 2011 | 2016 |
| ---- | ---- | ---- | ---- | ---- | ---- | ---- | ---- | ---- |
| 534  | 454  | 386  | 356  | 336  | 373  | 426  | 480  | 477  |

| 2021 | 2022 | - | - | - | - | - | - | - |
| ---- | ---- | - | - | - | - | - | - | - |
| 543  | 581  | - | - | - | - | - | - | - |

| selon la population municipale des années : | 1968 | 1975 | 1982 | 1990 | 1999 | 2006 | 2009 | 2013 |
| Rang de la commune dans le département      | 143  | 197  | 235  | 247  | 246  | 249  | 245  | 244  |
| Nombre de communes du département           | 592  | 582  | 586  | 588  | 588  | 588  | 589  | 589  |

### Manifestations culturelles et festivités
- Médiathèque artothèque[40]
- Cybercafé[41]
- Marché le dimanche matin sur la place du Champ de Mars
- Fête de la Saint Roch en été.

### Sports et loisirs
Pétanque, Chasse, Pêche, randonnée,

## Économie

### Revenus
En 2018  (données Insee publiées en septembre 2021), la commune compte 217 ménages fiscaux, regroupant 456 personnes. La médiane du revenu disponible par unité de consommation est de 14 800 € (23 140 € dans le département).

### Emploi
|                | 2008  | 2013   | 2018  |
| -------------- | ----- | ------ | ----- |
| Commune        | 19 %  | 17,6 % | 16 %  |
| Département    | 7,7 % | 9,6 %  | 9,3 % |
| France entière | 8,3 % | 10 %   | 10 %  |

En 2018, la population âgée de 15 à 64 ans s'élève à 281 personnes, parmi lesquelles on compte 74 % d'actifs (58 % ayant un emploi et 16 % de chômeurs) et 26 % d'inactifs,. Depuis 2008, le taux de chômage communal (au sens du recensement) des 15-64 ans est supérieur à celui de la France et du département.
La commune est hors attraction des villes,. Elle compte 81 emplois en 2018, contre 87 en 2013 et 79 en 2008. Le nombre d'actifs ayant un emploi résidant dans la commune est de 167, soit un indicateur de concentration d'emploi de 48,4 % et un taux d'activité parmi les 15 ans ou plus de 53,3 %.
Sur ces 167 actifs de 15 ans ou plus ayant un emploi, 74 travaillent dans la commune, soit 44 % des habitants. Pour se rendre au travail, 75,1 % des habitants utilisent un véhicule personnel ou de fonction à quatre roues, 6,7 % les transports en commun, 4,8 % s'y rendent en deux-roues, à vélo ou à pied et 13,4 % n'ont pas besoin de transport (travail au domicile).

### Activités hors agriculture

#### Secteurs d'activités
65 établissements sont implantés  à Montbrun-Bocage au 31 décembre 2019. Le tableau ci-dessous en détaille le nombre par secteur d'activité et compare les ratios avec ceux du département,.
| Secteur d'activité                                                                                        | Commune | Commune | Département |
| Secteur d'activité                                                                                        | Nombre  | %       | %           |
| --- | ------- | ------- | ----------- |
| Ensemble                                                                                                  | 65      |         |             |
| Industrie manufacturière, industries extractives et autres                                                | 11      | 16,9 %  | (5,7 %)     |
| Construction                                                                                              | 9       | 13,8 %  | (12 %)      |
| Commerce de gros et de détail, transports, hébergement et restauration                                    | 16      | 24,6 %  | (25,9 %)    |
| Activités immobilières                                                                                    | 1       | 1,5 %   | (4,2 %)     |
| Activités spécialisées, scientifiques et techniques et activités de services administratifs et de soutien | 5       | 7,7 %   | (19,8 %)    |
| Administration publique, enseignement, santé humaine et action sociale                                    | 12      | 18,5 %  | (16,6 %)    |
| Autres activités de services                                                                              | 11      | 16,9 %  | (7,9 %)     |

Le secteur du commerce de gros et de détail, des transports, de l'hébergement et de la restauration est prépondérant sur la commune puisqu'il représente 24,6 % du nombre total d'établissements de la commune (16 sur les 65 entreprises implantées  à Montbrun-Bocage), contre 25,9 % au niveau départemental.

#### Entreprises et commerces
- Commerces au village (cybercafé, boulangerie...) ;
- Artisans d'art (poteries, tapisseries d'ameublement...) :
- Produits agricoles en vente directe (fromages, légumes...);
- La Clairière aux insectes[42], gérée par l'association Océanides, à Artigues, dans une Zone naturelle d'intérêt écologique, faunistique et floristique ;
- Gîtes ruraux.

### Agriculture
La commune est dans le Volvestre, une petite région agricole localisée dans l'est du département de la Haute-Garonne, constituée de collines de terrefort à fortes pentes autrefois consacrées à l’élevage s’orientent aujourd’hui vers les grandes cultures. En 2020, l'orientation technico-économique de l'agriculture  sur la commune est l'élevage bovin, orientation mixte lait et viande.
|               | 1988  | 2000 | 2010 | 2020 |
| ------------- | ----- | ---- | ---- | ---- |
| Exploitations | 57    | 27   | 23   | 20   |
| SAU (ha)      | 1 105 | 669  | 629  | 639  |

Le nombre d'exploitations agricoles en activité et ayant leur siège dans la commune est passé de 57 lors du recensement agricole de 1988  à 27 en 2000 puis à 23 en 2010 et enfin à 20 en 2020, soit une baisse de 65 % en 32 ans. Le même mouvement est observé à l'échelle du département qui a perdu pendant cette période 57 % de ses exploitations,. La surface agricole utilisée sur la commune a également diminué, passant de 1 105 ha en 1988 à 639 ha en 2020. Parallèlement la surface agricole utilisée moyenne par exploitation a augmenté, passant de 19 à 32 ha.

## Culture locale et patrimoine

### Lieux et monuments

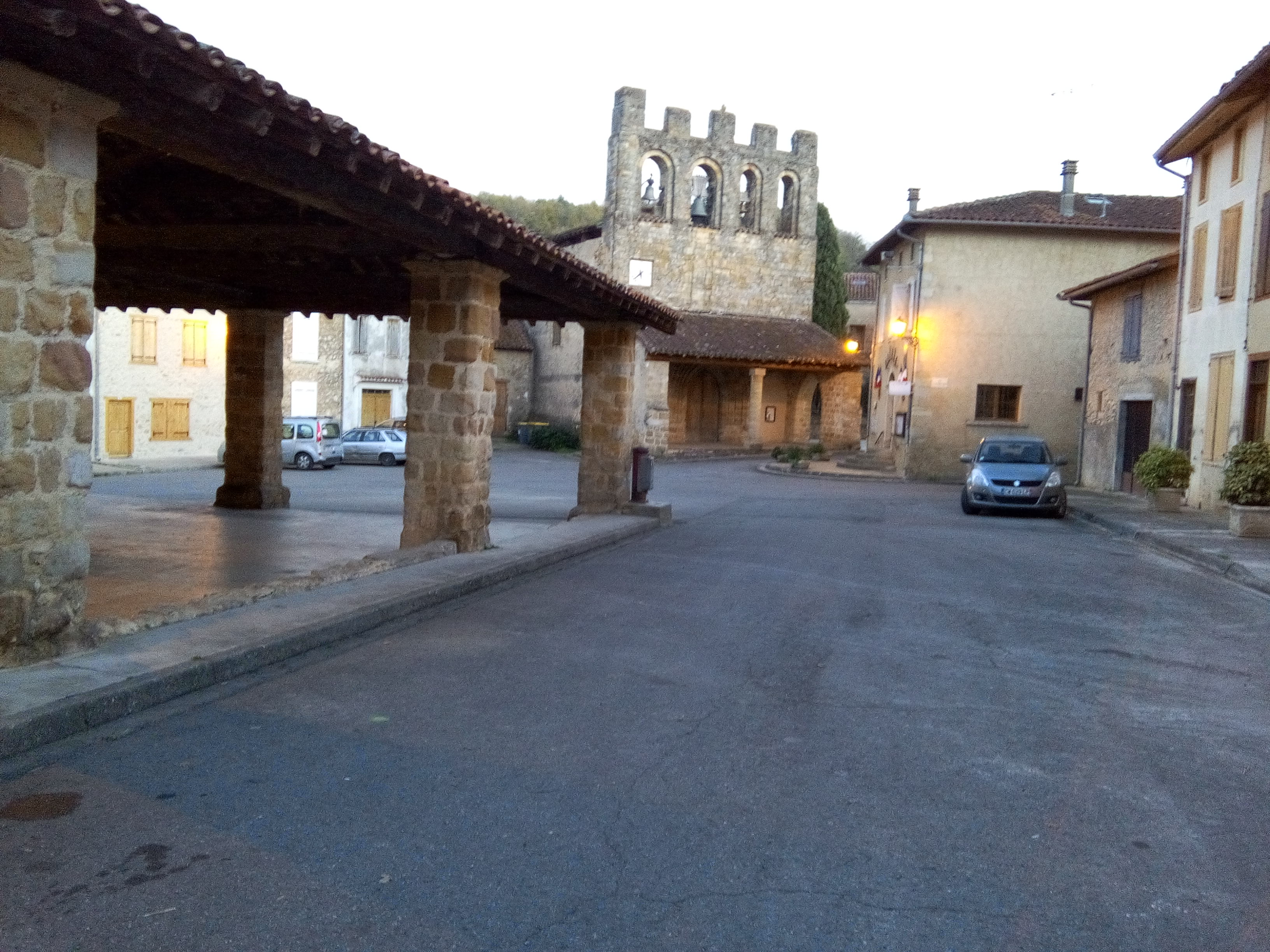
Halle, église et mairie

Village historique soumis aux Bâtiments de France
- Château de Montbrun, château fort en partie en ruines qui faisait partie en 1229 de l’hommage de Roger de Franco de Casali au comte de Foix, Roger-Bernard II. Il est ensuite cité en 1263 dans le dénombrement des possessions que le comte de Foix tenait du roi de France;
- Église Saint-Jean-Baptiste, église de style roman et ses fresques murales du XVe siècle, inscrite au titre des monuments historiques depuis 1980[47] ;

Église Saint-Jean-Baptiste
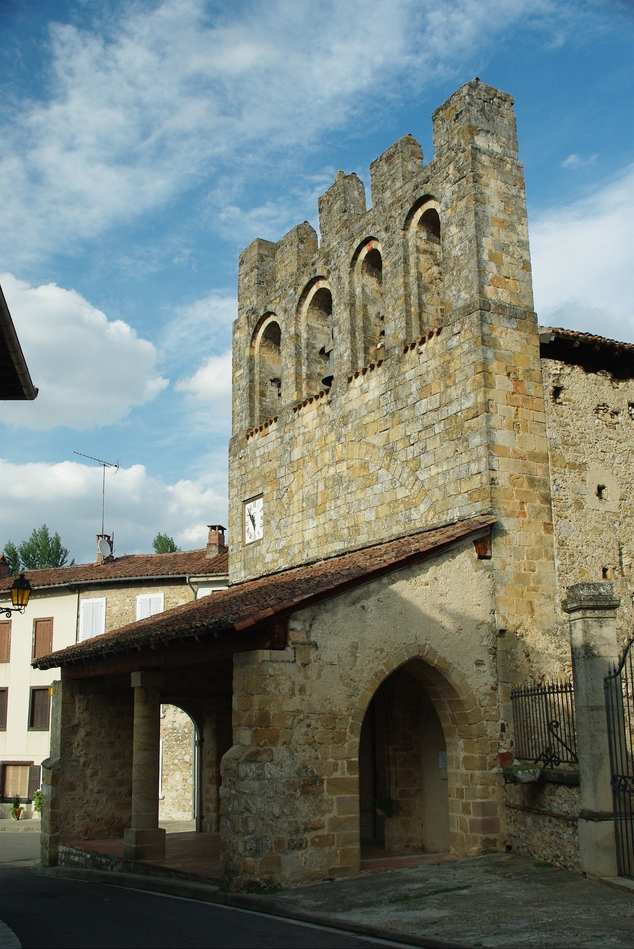
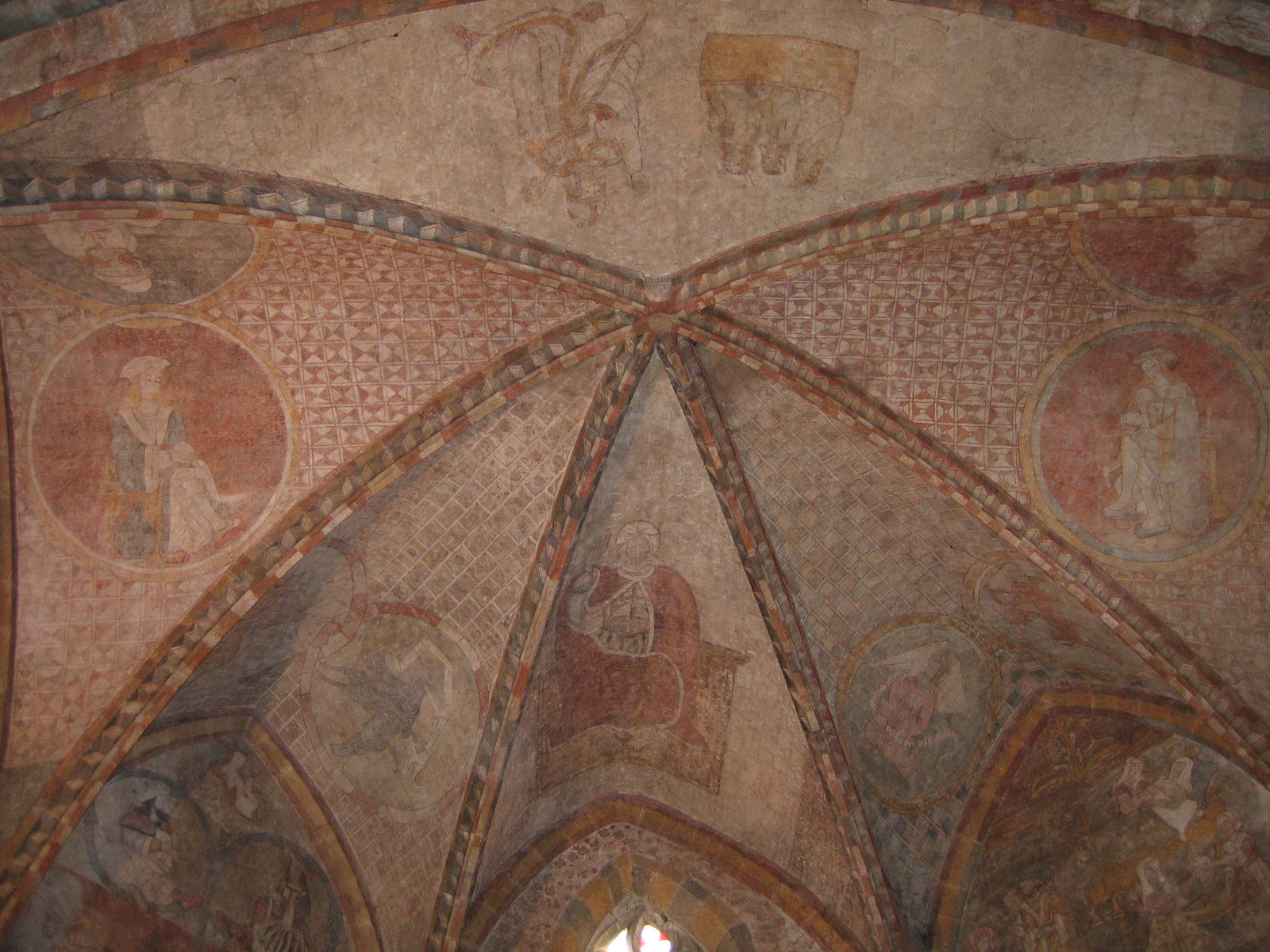
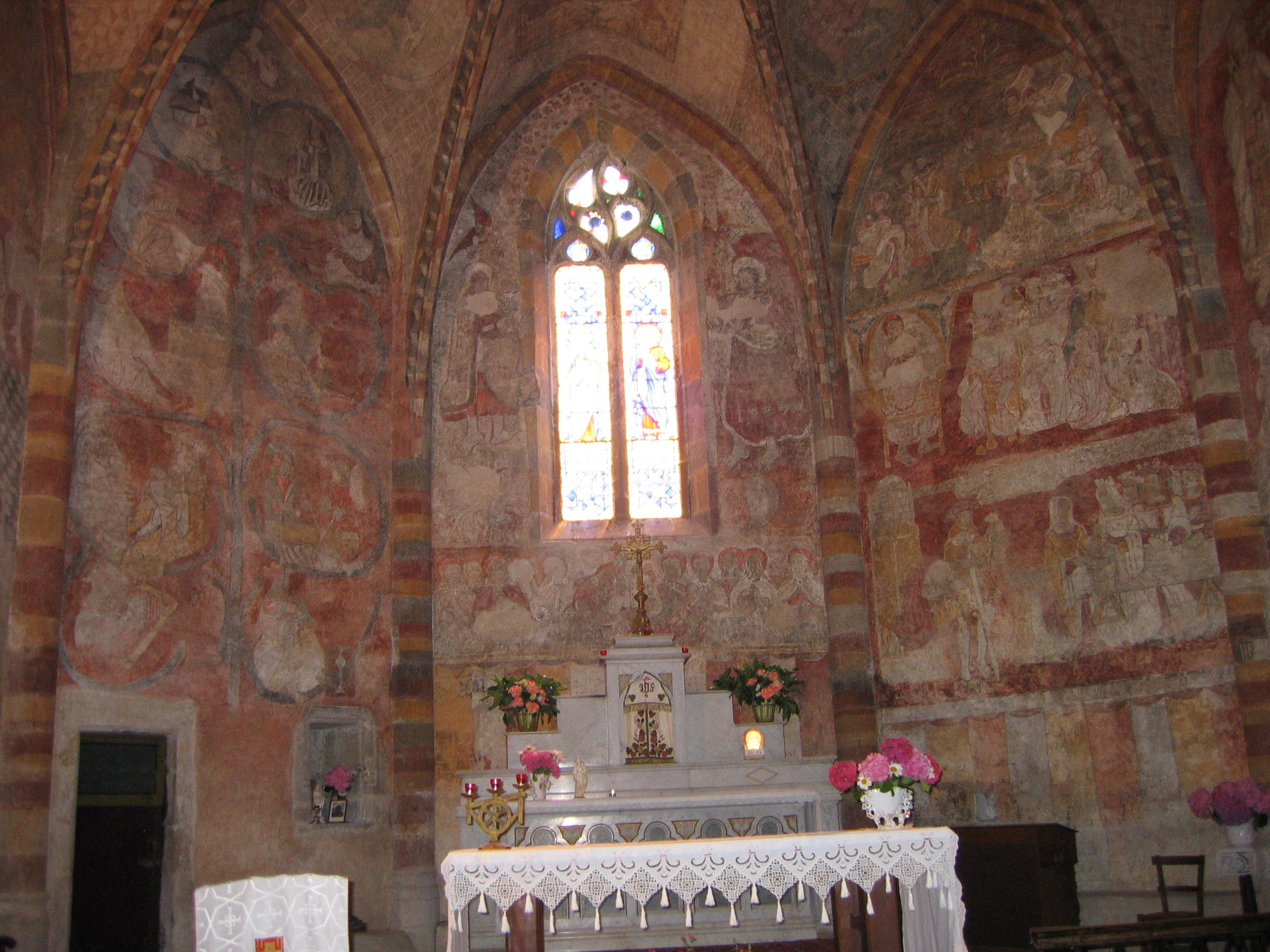

- Maisons des Moines, inscrite au titre des monuments historiques depuis 1950[48] ;
- Château de Montbrun
- Maisons à colombages ;
- Chapelle de Montaut.
- Halle datant des XVe et XVIIe siècles ;
- Lac avec parcours détente ;
- Chemins de randonnées ;

### Personnalités liées à la commune
- Théo Varlet (1878-1938), poète et écrivain .

## Pour approfondir